# 邻香草醛
邻香草醛（又称2-羟基-3-甲氧基苯甲醛）是一种酚醛，化学式C8H8O3，香草醛的同分异构体之一。